# Incolornis
Incolornis — род вымерших энанциорнисовых птиц, живших в конце мелового периода (коньякский ярус 89—86 млн лет назад). 
Останки найдены в урочище Джаракудук на территории Узбекистана. Описание выполнено по фрагментарным останкам коракоидов.
Название рода образовано от лат. incola — «житель» и ornis — «птица».
Известно 2 вида — Incolornis silvaetypus и Incolornis martin. 
Общие размеры типового вида соответствовали примерно большому пёстрому дятлу. Второй вид заметно крупнее и ранее считался принадлежащим роду Enantiornis.